# Glee: The Music, Volume 4
Glee: The Music, Volume 4 es el quinto álbum de la banda sonora de la serie de televisión musical Glee, que se transmite por Fox en los Estados Unidos. Fue lanzado el 26 de noviembre de 2010 por Columbia Records y cuenta con canciones de la primera etapa de la segunda temporada. La producción ejecutiva estuvo a cargo de Dante DiLoreto y Falchuk Brad y todas las pistas fueron lanzadas como sencillos.

## Desarrollo
La lista de canciones de Glee: The Music, Vol. 4 fue revelado el 3 de noviembre de 2010, seguido por el comunicado de prensa oficial el 9 de noviembre de 2010. El álbum fue precedido por Glee: The Music, The Christmas Album16 de noviembre de 2010. La actriz Gwyneth Paltrow como actriz invitada en un episodio interpretando "Forget You", la versión censurada de Cee Lo Green " Fuck You! ", que aparece en el álbum.

## Recepción
Diversos temas del álbum  recibió críticas variadas durante toda la temporada. MTV News sentía a "Empire State of Mind" carecía de seriedad y The Washington Post pensó que era "tal vez tratando demasiado duro". Este último, sin embargo, también se considera "Billionaire" la mejor interpretación del episodio. La versión de Kevin McHale de y la versión de Britney Spears "Stronger" de Lea Michele de Paramore, "The Only Exception" fueron elogiados por la crítica, con Entertainment Weekly complementando la interpretación conmovedora de la primera canción y la revista Rolling Stone lo llamó "precioso y tierno".En "Me Against the Music", la voz de Naya Rivera fueron recibidos positiamente, mientras que Heather Morris fue descrito como "un vocalista no tan sobresaliente". La interpretación de "I Wanna Hold Your Hand" recibió críticas mixtas, de Daily News recibió interpretación vocal de Chris Colfer y el contexto de sus letras negativamente la AV Club que calificó de "una de sus mejores actuaciones en el show". Tanto The Wall Street Journal y Zap2it elogiaron el sonido vocal en los duetos "River Deep, Mountain High" y "Lucky". el arreglo vocal de "Marry You" fue bien disfrutado por la revista Rolling Stone, pero la pista siguiente "Sway" se consideró inferior a la cubierta de Michael Bublé.
Alicia Keys y Travie McCo eran dos de los muchos artistas intérpretes que aprobaron sus respectivas canciones, "Empire State of Mind" fue "increíble".. La red social Twitter fue utilizado con frecuencia para esta y Spears quedó impresionado con las canciones de "Stronger" y "Toxic" y Hayley Williams de Paramore felicitio a Michele por su voz en "The Only Exception". Además, Katy Perry utilizan el sitio para alabar la interpretación a capela de "Teenage Dream", que cuenta con la estrella invitada Darren Criss como vocalista principal. En declaraciones a MTV News, Green expresó su aprobó la interpretación de Paltrow.

## Sencillos
Todas las pistas han sido lanzados como singles, disponible para descarga digitalte durante la temporada de septiembre a noviembre de 2010. Todos los sencillos excepto "Sway" han trazado tanto en el Billboard Hot 100 y el Canadian Hot 100; la más alta en las listas de estos sencillos fue "Teenage Dream" en el número ocho y diez, respectivamente. El sencillo vendió 55.000 copias en su primer día, y pasó a batir el récord de ventas de primera semana de 177.000 ha señalado esta single debut "Don't Stop Believin '", con 214.000 en los Estados Unidos. En Canadá, se vendieron 13 000 copias. El rendimiento gráfico de "Teenage Dream" superó a la de "Toxic", que alcanzó el puesto número dieciséis en los Estados Unidos y quince en Canadá. Se vendieron 109.000 copias en los EE. UU. y, en ese momento, era el segundo más alto de entrada del elenco de gráficos en el Billboard Hot 100, atado con "total Eclipse of the Heart". En otros países, los sencillos de mayor éxito fueron "Billionaire" en el número quince en Irlanda, y "Empire State of Mind" en el número veinte en Australia.  "Empire State of Mind" marcó las mayores ventas del primer día de cualquier canción Glee en el momento con 106.000 descargas en los EE. UU. durante la semana después de su lanzamiento.

## Canciones

### Glee: The Music, Volume 4
| N.º | Título                                   | Escritor(es) | Version covered                                              | Duración |  |
| 1.  | «Empire State of Mind»                   | Shawn Carter, Angela Hunte, Bert Keyes, Alicia Keys, Sylvia Robinson, Janet Andrea Sewell, Alexander William Shuckburgh | Jay-Z featuring Alicia Keys                                  | 4:39     |  |
| 2.  | «Billionaire»                            | | Travie McCoy featuring Bruno Mars                            | 3:32     |  |
| 3.  | «Me Against the Music»                   | Madonna Ciccone, Christopher A. Stewart, Terius Nash, Thabiso Nkhereanye, Penelope Magnet, Gary O'Brien, Britney Spears | Britney Spears featuring Madonna                             | 3:46     |  |
| 4.  | «Stronger»                               | Max Martin, Rami | Britney Spears                                               | 3:25     |  |
| 5.  | «Toxic»                                  | Henrik Jonback, Christian Karlsson, Pontus Winnberg, Cathy Dennis                                                       | Britney Spears                                               | 3:26     |  |
| 6.  | «The Only Exception»                     | Hayley Williams, Josh Farro                                                                                             | Paramore                                                     | 4:28     |  |
| 7.  | «I Want to Hold Your Hand»               | John Lennon, Paul McCartney                                                                                             | T. V. Carpio en la musical de Across the Universe            | 2:38     |  |
| 8.  | «One of Us»                              | Eric Bazilian | Joan Osborne                                                 | 4:02     |  |
| 9.  | «River Deep, Mountain High»              | Ellie Greenwich, Phil Spector                                                                                           | Ike & Tina Turner                                            | 3:34     |  |
| 10. | «Lucky»                                  | Jason Mraz, Colbie Caillat, Timothy Fagan                                                                               | Jason Mraz y Colbie Caillat                                  | 3:09     |  |
| 11. | «One Love (People Get Ready)»            | Bob Marley | Bob Marley & The Wailers                                     | 2:36     |  |
| 12. | «Teenage Dream»                          | Lukasz Gottwald, Katy Perry, Max Martin, Benjamin Levin, Bonnie McKee                                                   | Katy Perry                                                   | 3:41     |  |
| 13. | «Forget You» (featuring Gwyneth Paltrow) | Lawrence, Hernández, Levine, Brown, Callaway                                                                            | Cee Lo Green                                                 | 3:42     |  |
| 14. | «Marry You»                              | Ari Levine, Bruno Mars, Philip Lawrence                                                                                 | Bruno Mars                                                   | 3:46     |  |
| 15. | «Sway»                                   | Pablo Beltrán Ruiz | Pablo Beltrán Ruiz es "Quién será"                           | 3:09     |  |
| 16. | «Just the Way You Are»                   | Khari Cain, Philip Lawrence, Ari Levine, Bruno Mars, Khalil Walton                                                      | Bruno Mars                                                   | 3:37     |  |
| 17. | «Valerie»                                | The Zutons | Mark Ronson featuring Amy Winehouse                          | 3:35     |  |
| 18. | «(I've Had) The Time of My Life»         | | Bill Medley y Jennifer Warnes en el musical de Dirty Dancing | 4:37     |  |

## Intérpretes
| Voces principales (Elenco de Glee) - Dianna Agron - Chris Colfer - Kevin McHale - Lea Michele - Cory Monteith - Matthew Morrison - Amber Riley - Mark Salling - Jenna Ushkowitz - Heather Morris - Naya Rivera - Darren Criss - Chord Overstreet Voces invitadas - Gwyneth Paltrow | Voces adicionales - Kala Balch - Colin Benward - Ravaughn Brown - Jeanette Olsson - Jack Thomas - David Loucks - Nikki Hassman - Onitsha Shaw - Zac Poor - Jasper Randall - Eric Morrissey - Jon Hall - Ravaughn Brown - Missi Hale - Michael Grant - Conor Flynn - Kent McCann - Cailin Mackenzie Productores ejecutivos - Brad Falchuk - Dante DiLoreto | Productores - Adam Anders - Peer Åström - James Levine - Ryan Murphy Ingenieros - Adam Anders - Peer Åström - Dan Marnien - Ryan Peterson Productores de la banda sonora - Adam Anders - Ryan Murphy | Arreglos vocales - Adam Anders - Tim Davis Contratista vocal - Tim Davis Compositores - Phil Spector - Britney Spears - Katy Perry - Bob Marley - Bill Withers - John Lennon - Ellie Greenwich - Maddona Mezclas - Peer Åström - Bryan Smith Masterización - Dominick Maita | Director de arte y diseño - David Bett - Maria Paula Marulanda Coordinación - Jenny Sinclair - Heather Guibert - Meaghan Lyons Músico supervisor - PJ Bloom Ejecutivo - Dante DiLoreto - Brad Falchuk Adam Anders, Peer Åström, Tommy Faragher, Ryan Murphy |

## Posiciones de lista
| Chart (2010)            | Pico de posición |
| ----------------------- | ---------------- |
| Australian Albums Chart | 3                |
| Canadian Albums Chart   | 6                |
| Irish Albums Chart      | 12               |
| US Billboard 200        | 5                |

| Chart (2011)                    | Pico de posición |
| ------------------------------- | ---------------- |
| Belgian Albums Chart (Flanders) | 61               |
| Belgian Albums Chart (Wallonia) | 91               |
| Dutch Albums Chart              | 24               |
| Mexican Albums Chart            | 8                |
| New Zealand Albums Chart        | 7                |
| Portuguese Albums Chart         | 26               |
| Spanish Albums Chart            | 86               |
| UK Albums Chart                 | 4                |

## Lanzamientos
| País           | Fecha                   | Formato(s)           |
| -------------- | ----------------------- | -------------------- |
| Australia      | 26 de noviembre de 2010 | CD, descarga digital |
| Canadá         | 30 de noviembre de 2010 | CD, descarga digital |
| Alemania       | 30 de noviembre de 2010 | CD                   |
| Estados Unidos | 30 de noviembre de 2010 | CD, descarga musical |
| Reino Unido    | 21 de febrero de 2011   | Descarga digital     |